# Comité olympique tchèque
Le Comité olympique tchèque (en tchèque, Český olympijský výbor, ČOV) est l'organisation sportive de Tchéquie qui sert de comité national olympique. Fondé en 1899, dans le Royaume de Bohême en Autriche-Hongrie, c'est un des plus anciens comités nationaux. Devenu le comité olympique tchécoslovaque en 1919, il reprend son nom originel en 1992 et est reconnu par le Comité international olympique en 1993, ainsi que le Comité olympique slovaque.

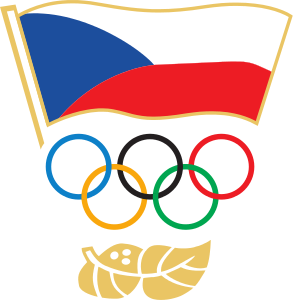
Logo du comité olympique tchèque.

De 1934 à 1948, le Comité olympique tchécoslovaque décerne chaque année le prix Jiří Guth-Jarkovsky (cs) aux personnalités les plus importantes du sport tchèque et slovaque. Cette tradition a été reprise en République tchèque depuis 1994. Le nom de cette récompense vient de Jiří Stanislav Guth-Jarkovský, le premier président du comité olympique tchèque.